# Socialnodemokratska delavska stranka Španije
Socialnodemokratska delavska stranka (špansko Partido Democrátio Socialista Obrero; kratica PDSO) je bila španska politična stranka, ki je bila ustanovljena leta 1879; uradno je bila priznana leta 1881.
Skupino je ustanovila ločina bulistov s pomočjo Paula Lafargueja, Marxovega zeta. Njen prvi voditelj je bil Pablo Posse Iglesias, ki je bil leta 1910 kot prvi socialist izvoljen v Parlament Španije.
Leta 1882 je stranka pričela izdajati glasilo El socialista in leta 1888 je pričel znotraj stranke delovati sindikat Splošna zveza delavcev Španije.